# People's Choice Awards 1985
L'11ª edizione dei People's Choice Awards, presentata da John Forsythe, si è svolta il 12 marzo 1985 ed è stata trasmessa dalla CBS.
In seguito sono elencate le categorie. Il relativo vincitore è stato indicato in grassetto.

## Cinema

### Film preferito
- Beverly Hills Cop - Un piedipiatti a Beverly Hills (Beverly Hills Cop), regia di Martin Brest
- Ghostbusters - Acchiappafantasmi (Ghostbusters), regia di Ivan Reitman
- Purple Rain, regia di Albert Magnoli

### Attore cinematografico preferito
- Clint Eastwood
- Eddie Murphy
- Burt Reynolds

### Attrice cinematografica preferita
- Meryl Streep

## Televisione

### Serie televisiva drammatica preferita
- Dynasty
- Dallas

### Serie televisiva commedia preferita
- I Robinson (The Cosby Show)

### Programma televisivo per bambini preferito
- Sesamo apriti (Sesame Street)
- ABC Afterschool Specials
- Mister Rogers' Neighborhood

### Nuova serie televisiva drammatica preferita
- Miami Vice
- Il profumo del successo (Paper Dolls)
- La signora in giallo (Murder, She Wrote)

### Nuova serie televisiva commedia preferita
- I Robinson (The Cosby Show)

### Attore televisivo preferito
- Tom Selleck – Magnum, P.I.
- Bill Cosby – I Robinson (The Cosby Show)
- Clint Eastwood

### Attrice televisiva preferita
- Joan Collins – Dynasty (ex aequo)
- Linda Evans – Dynasty (ex aequo)
- Barbara Mandrell

### Attore preferito in una nuova serie televisiva
- Bill Cosby – I Robinson (The Cosby Show)

### Attrice preferita in una nuova serie televisiva
- Angela Lansbury – La signora in giallo (Murder, She Wrote) (ex aequo)
- Phylicia Rashād – I Robinson (The Cosby Show) (ex aequo)
- Jane Curtin – Kate e Allie (Kate & Allie)

### Giovane interprete televisivo/a preferito/a
- Emmanuel Lewis
- Gary Coleman
- Rick Schroder

## Musica

### Artista femminile preferita
- Barbara Mandrell
- Cyndi Lauper
- Madonna

### Artista country preferito/a
- Kenny Rogers

### Canzone preferita
- Purple Rain (Prince), musica e testo di Prince
- When Doves Cry (Prince), musica e testo di Prince
- You're the Inspiration (Chicago), musica e testo di Peter Cetera e David Foster

## Altri premi

### Intrattenitore preferito di tutti i tempi
- Bob Hope

### Intrattenitore preferito
- Eddie Murphy (ex aequo)
- Tom Selleck (ex aequo)